# Романов, Александр Анатольевич (боец)
Александр Романов (рум. Alexandr Romanov; род. 11 декабря 1990 года, Комрат, Комратский район, Молдавская ССР, СССР) — молдавский боец смешанных боевых искусств русского происхождения. Ранее выступал под эгидой UFC в тяжёлой весовой категории.

## Карьера в смешанных единоборствах
Выступать в MMA начал с 2016 года. Начал карьеру в местном молдавском промоушене — Eagles FC, где провёл большую часть боёв до подписания в UFC и стал чемпионом.

### Ultimate Fighting Championship
Дебют Александра Романова в UFC состоялся с третьей попытки. Изначально боец должен был встретиться с польским бойцом Марчином Тыбурой на UFC 251 в Абу-Даби, однако бой был отменён из-за инфицирования COVID-19 одного из членов команды Романова. Затем Романов должен быть встретиться с бразильцем Маркусом Рожериу Де Лима на UFC Fight Night 176, но за несколько часов до начала турнира бразилец оказался заражённым COVID-19.
12 сентября 2020 года провёл свой первый бой под эгидой UFC в рамках турнира UFC Fight Night 177. 1-й раунд боя запомнился зрителям зрелищным амплитудным броском и двойными хаммерфистами в партере. В итоге схватка закончилась победой над Роке Мартинесом — во 2-м раунде Александр провёл удушающий приём, заставивший Роке сдаться.
7 ноября 2020 года Александр провёл свой второй бой под эгидой UFC против бразильского бойца Маркуса Рожериу Де Лима на UFC on ESPN 17. Бой закончился победой Александра — в 1-м раунде, редким удушающим приёмом через руку.
17 апреля 2021 года Романов встретился с Хуаном Эспино на турнире UFC on ESPN 22. Поединок был обоюдоострым, оба бойца ярко проявляли себя и в стойке и в борьбе. В третьем раунде боя Эспино нанес случайный удар в пах Романова, после которого Александр не смог продолжить поединок. Судьи поединка были вынуждены выявить победителя, оценивая поединок до его остановки. В конечном итоге Романов праздновал победу раздельным решением судей.
9 октября 2021 года Романов встретился с Джаредом Вандерой на турнире UFC Fight Night: Дерн vs. Родригес. Романов уверенно контролировал бой, провел несколько ярких бросков, и в конце второго раунда после очередного перевода в партер и большого количества нанесенных ударов, победил техническим нокаутом.
30 апреля 2022 года на |UFC on ESPN: Фонт vs. Вера Романов победил болевым приемом Чейза Шермана в первом раунде.
20 августа 2022 года на UFC 278 Романов встретился с Марчином Тыбурой. Первый раунд прошел под полным контролем Александра. С самого начала раунда Романов перевел соперника в партер и не отпускал до конца раунда, нанося множество ударов. Во втором раунде Тыбура сумел перехвать инициативу и успешно защищался от проходов Александра. В третьем раунде Романов изрядно подустал и Тыбура уверенно забрал финальный раунд. Как итог победа Тыбуры большинством судейских голосов (29-28, 29-28, 28-28). Это поражение стало первым в карьере Александра.
11 марта 2023 года на UFC Fight Night: Ян vs. Двалишвили уступил техническим нокаутом в первом раунде Александру Волкову.
1 июля 2023 года. Романов встретился с Благоем Ивановым на UFC на ESPN 48. Он выиграл бой единогласным решением судей.
1 июня 2024 года на UFC 302 Романов встретился с бразильцем Жаилтоном Алмейдой. Александр проиграл в первом раунде удушающим приемом сзади.
2 ноября 2024 года на UFC Fight Night 246 планировалось, что Романов встретится с бывшим претендентом на титул чемпиона UFC в тяжелом весе Дерриком Льюисом. Однако впоследствии соперник был изменён, и вместо Льюиса Романов встретился с Родриго Насименту. Романов выиграл бой единогласным решением судей.
Несмотря на недавнюю победу, 5 ноября 2024 года стало известно, что контракт Романова не был продлен, и в результате он был исключен из состава UFC.

### Professional Fighters League
27 января 2025 года Романов сообщил в своем аккаунте в Instagram, что подписал контракт с Professional Fighters League.
1 мая 2025 года Романов в рамках 1/4 финала гран-при в тяжелом весе победил Тимоти Джонсона удушающим приемом (гильотина) в первом раунде.

## Титулы и достижения
- Ultimate Fighting Championship
  - Обладатель премии «Выступление вечера» против Маркуса Рожериу Де Лима

## Статистика
| Боёв 22  | Побед 19 | Поражений 3 |
| -------- | -------- | ----------- |
| Нокаутом | 6        | 1           |
| Сдачей   | 10       | 1           |
| Решением | 3        | 1           |

| Результат | Рекорд | Соперник                   | Способ                               | Турнир                                         | Дата             | Раунд | Время | Место                      | Примечание                                                             |
| --------- | ------ | -------------------------- | ------------------------------------ | ---------------------------------------------- | ---------------- | ----- | ----- | -------------------------- | ---------------------------------------------------------------------- |
| Победа    | 19-3   | Тимоти Джонсон             | Сдача (гильотина)                    | PFL 4 (2025)                                   | 1 мая 2025       | 1     | 1:53  | Орландо, Флорида, США      | 2025 PFL Heavyweight Tournament 1/4 финала.                            |
| Победа    | 18-3   | Родриго Насименту Феррейра | Единогласное решение                 | UFC Fight Night: Морено vs. Альбази            | 2 ноября 2024    | 3     | 5:00  | Эдмонтон, Альберта, Канада |                                                                        |
| Поражение | 17-3   | Жаилтон Алмейда            | Сдача (удушение сзади)               | UFC 302                                        | 1 июня 2024      | 1     | 2:27  | Ньюарк, Нью-Джерси, США    |                                                                        |
| Победа    | 17-2   | Благой Иванов              | Единогласное решение                 | UFC on ESPN: Стрикленд vs. Магомедов           | 1 июля 2023      | 3     | 3:00  | Лас-Вегас, США             |                                                                        |
| Поражение | 16-2   | Александр Волков           | TKO (удары)                          | UFC Fight Night: Ян vs. Двалишвили             | 11 марта 2023    | 1     | 2:16  | Лас-Вегас, Невада, США     |                                                                        |
| Поражение | 16-1   | Марчин Тыбура              | Решение большинства                  | UFC 278                                        | 20 августа 2022  | 3     | 5:00  | Солт-Лейк-Сити, Юта, США   |                                                                        |
| Победа    | 16-0   | Чейз Шерман                | Сдача (ключ на руку)                 | UFC on ESPN: Фонт vs. Вера                     | 30 апреля 2022   | 1     | 2:11  | Лас-Вегас, США             |                                                                        |
| Победа    | 15-0   | Джаред Вандераа            | TKO (удары)                          | UFC Fight Night: Dern vs. Rodriguez            | 9 октября 2021   | 2     | 4:43  | Лас-Вегас, США             |                                                                        |
| Победа    | 14-0   | Хуан Эспино                | Техническое раздельное решение судей | UFC on ESPN: Whittaker vs. Gastelum            | 17 апреля 2021   | 3     | 1:05  | Лас-Вегас, США             | Романов не смог продолжить бой после запрещенного удара коленом в пах. |
| Победа    | 13-0   | Маркус Рожериу Де Лима     | Сдача (удушение через руку)          | UFC on ESPN 17 — Santos vs. Teixeira           | 7 ноября 2020    | 1     | 4:48  | Лас-Вегас, США             | Выступление вечера.                                                    |
| Победа    | 12-0   | Роке Мартинес              | Сдача (треугольник руками)           | UFC Fight Night 177 — Waterson vs. Hill        | 12 сентября 2020 | 2     | 4:22  | Лас-Вегас, США             |                                                                        |
| Победа    | 11-0   | Серхио Фреитас             | TKO (сдача из-за травмы)             | Eagles FC 11 — Eagles Fighting Championship 11 | 16 февраля 2019  | 1     | 2:28  | Кишинёв, Молдавия          |                                                                        |
| Победа    | 10-0   | Султан Муртазалиев         | TKO (удары)                          | Eagles FC 10 — Eagles Fighting Championship 10 | 3 ноября 2018    | 3     | 2:17  | Кишинёв, Молдавия          |                                                                        |
| Победа    | 9-0    | Вёрджил Цвиккер            | Сдача (ущемление диафрагмы)          | League S-70 — Plotforma S-70: 2018             | 22 августа 2018  | 1     | 1:15  | Сочи, Россия               |                                                                        |
| Победа    | 8-0    | Йон Григоре                | Сдача (удушение через руку)          | Eagles FC 9 — Eagles Fighting Championship 9   | 26 мая 2018      | 1     | 3:54  | Кишинёв, Молдавия          |                                                                        |
| Победа    | 7-0    | Александр Столяров         | TKO (удары)                          | Eagles FC 8 — Eagles Fighting Championship 8   | 10 февраля 2018  | 1     | 0:36  | Кишинёв, Молдавия          |                                                                        |
| Победа    | 6-0    | Равшанхон Хусанов          | TKO (удары)                          | Eagles FC 7 — Eagles Fighting Championship 7   | 4 ноября 2017    | 1     | 1:37  | Кишинёв, Молдавия          |                                                                        |
| Победа    | 5-0    | Юрий Горбенко              | Сдача (удушение через руку)          | Eagles FC 6 — Eagles Fighting Championship 6   | 24 июня 2017     | 1     | 3:43  | Кишинёв, Молдавия          |                                                                        |
| Победа    | 4-0    | Евгений Голуб              | TKO (удары)                          | Eagles FC 5 — Eagles Fighting Championship 5   | 20 мая 2017      | 1     | 0:48  | Кишинёв, Молдавия          |                                                                        |
| Победа    | 3-0    | Шота Бетлемидзе            | Сдача (удушение сзади)               | ProFC Ukraine — Brave Hearts                   | 8 апреля 2017    | 1     | 4:56  | Николаев, Украина          |                                                                        |
| Победа    | 2-0    | Андрей Бурдинюк            | Сдача (ущемление диафрагмы)          | Eagles FC 4 — Eagles Fighting Championship 4   | 18 февраля 2017  | 3     | 0:43  | Кишинёв, Молдавия          |                                                                        |
| Победа    | 1-0    | Юрий Проценко              | Сдача (удушение сзади)               | Eagles FC 3 — Eagles Fighting Championship 3   | 19 ноября 2016   | 1     | 0:50  | Кишинёв, Молдавия          |                                                                        |

## Семья и личная жизнь
Отец — Романов, Анатолий Федорович, возглавляет ДЮСШ города Комрат. Мать — Романова, Светлана Яковлевна, учитель истории. По национальности русский.